# Kanako Watanabe
Kanako Watanabe, född 15 november 1996 i Tokyo, Japan är en japansk simmare. Hon deltog vid olympiska sommarspelen 2012 och blev världsmästare i 200 meter bröstsim vid världsmästerskapen i simsport 2015.

### Fotnoter
1. ↑  ”Kanako Watanabe Bio, Stats, and Results - Olympics at Sports.reference.com”. sportsreference.com. Sportsreference. Arkiverad från originalet den 16 december 2012. https://web.archive.org/web/20121216014830/http://www.sports-reference.com/olympics/athletes/wa/kanako-watanabe-1.html. Läst 8 augusti 2015.
2. ↑  ”Kanako Watanabe Wins Women’s 200 Breaststroke at 2015 FINA World Championships”. swimmingworldmagazine.com. SwimmingWorld Magazine. https://www.swimmingworldmagazine.com/news/kanako-watanabe-wins-womens-200/. Läst 8 augusti 2015.